# St. Mariä Empfängnis (Rollesbroich)

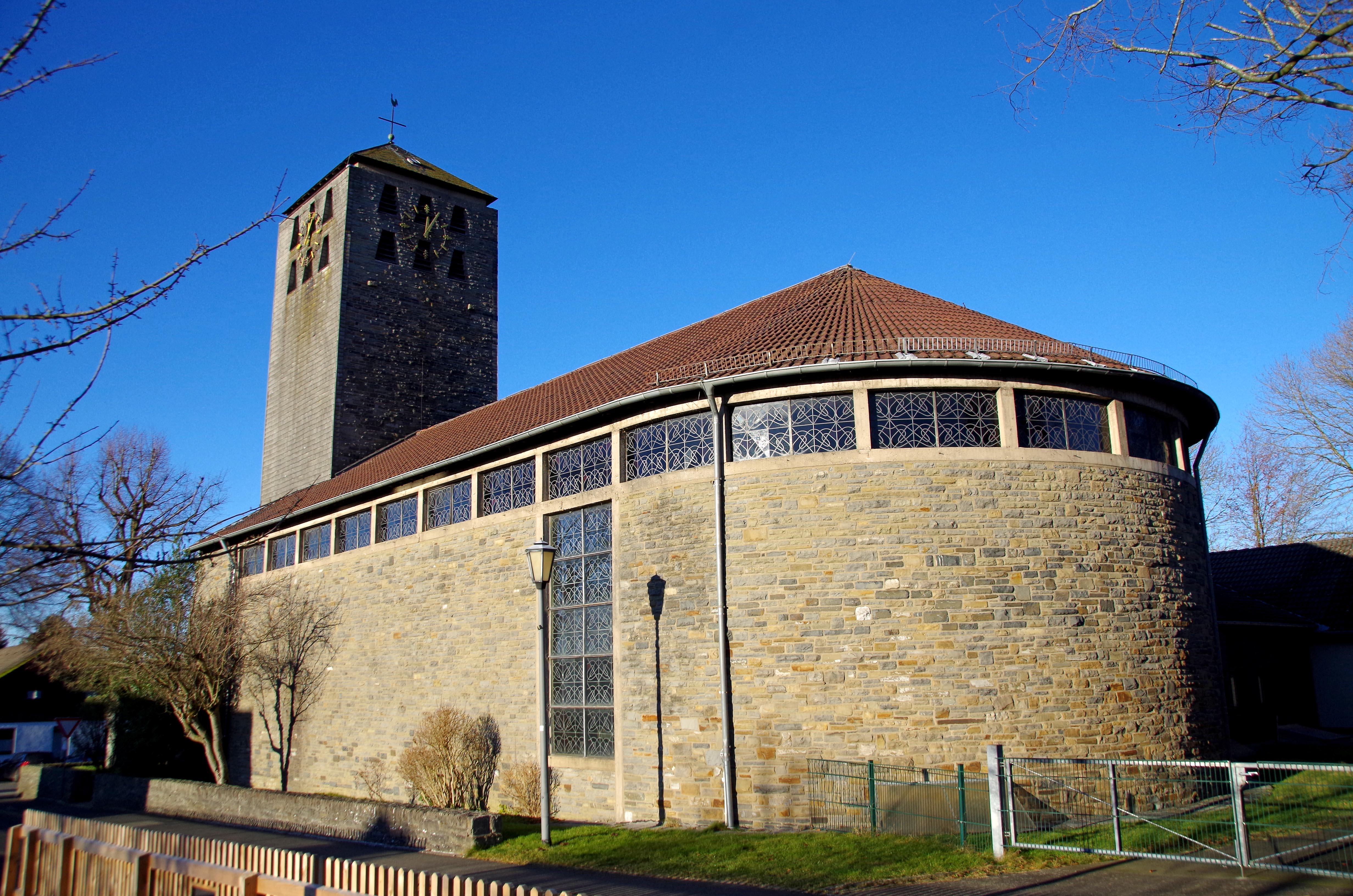
St. Mariä Empfängnis (Rollesbroich), Südostansicht

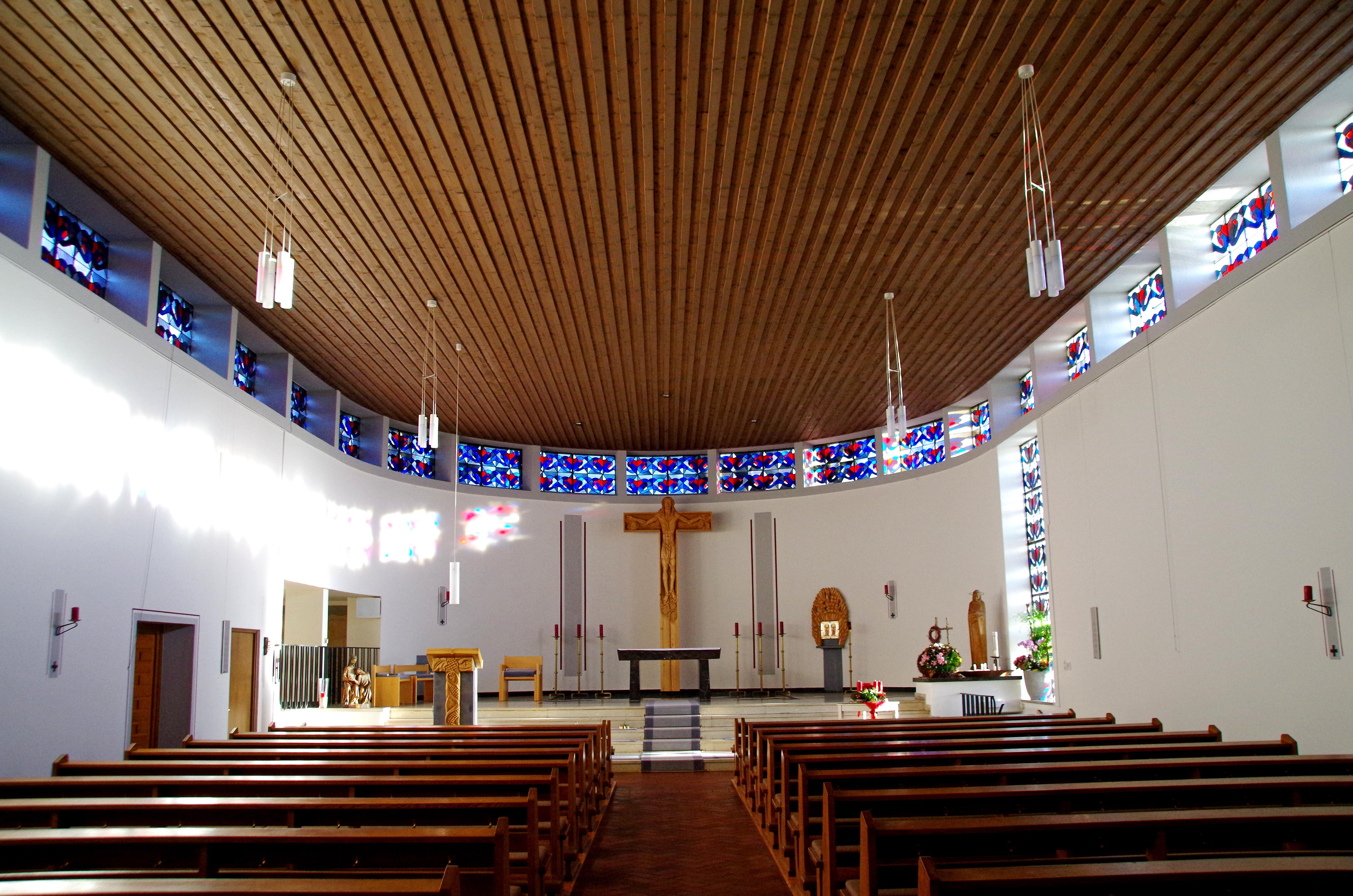
Innenansicht mit Altar

St. Mariä Empfängnis ist die römisch-katholische Pfarrkirche des Simmerather Ortsteils Rollesbroich in der Städteregion Aachen in Nordrhein-Westfalen.

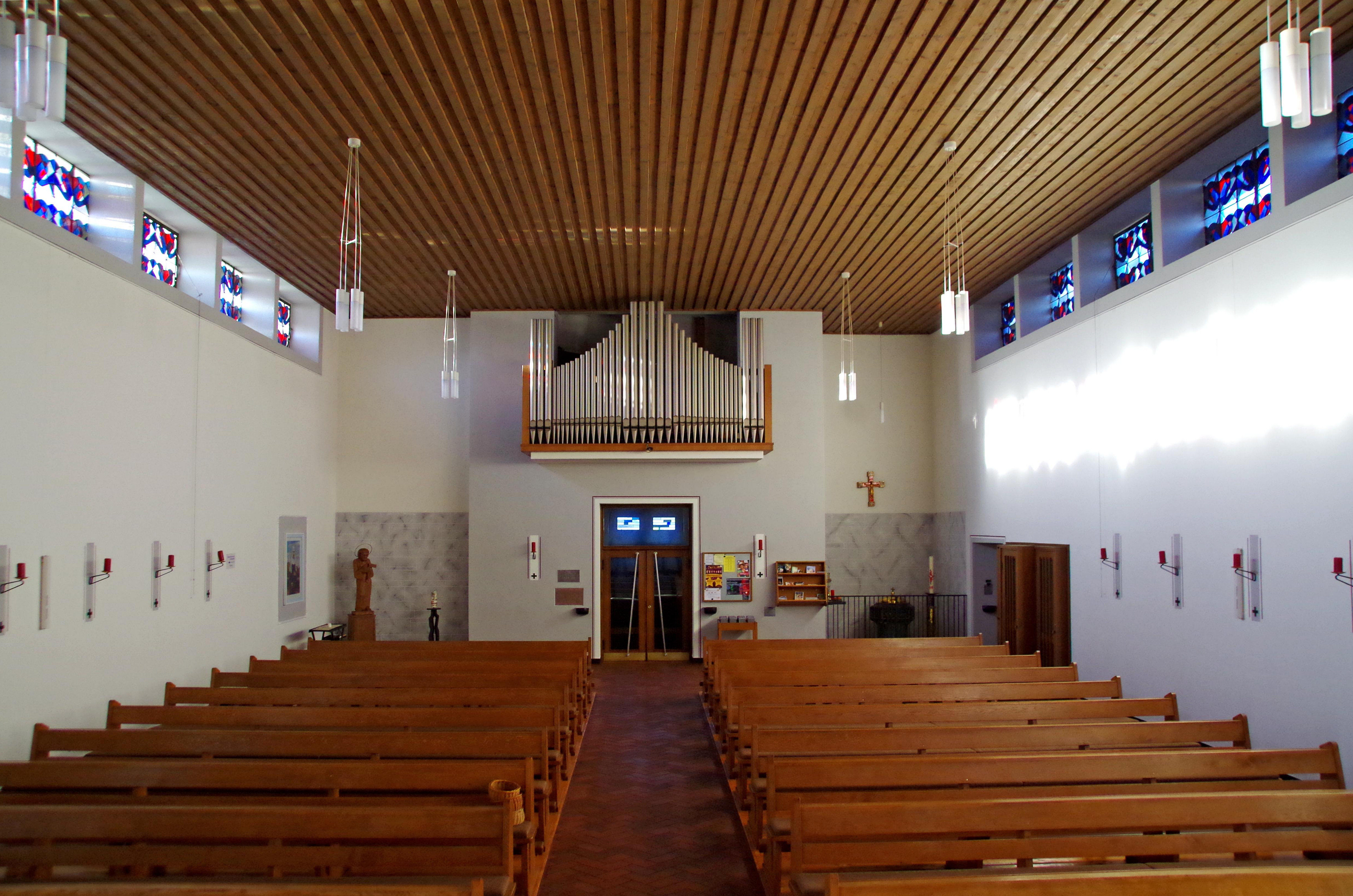
Innenraum mit Ausgang und Orgelprospekt

Die Kirche ist der Unbefleckten Empfängnis Mariens geweiht. Zur Pfarre gehören neben Rollesbroich auch Deffertsfeld und Silberscheid.

## Lage
Die Pfarrkirche befindet sich an der Dürener Straße (L 160) Ecke Kirchhofsweg in der Mitte von Rollesbroich. Hinter dem Chor im Osten befindet sich der Kindergarten.

## Geschichte
In Rollesbroich hat es lange keine eigene Kirche gegeben. Die Bewohner mussten zum Gottesdienstbesuch immer ins benachbarte Simmerath. Durch das starke Wachstum des Dorfes fühlten sich die Bewohner jedoch Mitte des 19. Jahrhunderts verpflichtet, eine eigene Kirche zu erbauen. Durch Spendengelder aus der Bevölkerung sowie durch Hand- und Spanndienste wurde die eigene Kirche zwischen 1859 und 1860 Wirklichkeit. Rollesbroich wurde nun Filiale der Pfarre Simmerath und erhielt 1873 einen eigenen Seelsorger. Zwischen 1889 und 1904 wurde diese Tätigkeit vom Simmerather Pfarrer ausgeführt, danach besaß Rollesbroich wieder einen eigenen Rektor. Die endgültige Abtrennung von Simmerath erfolgte am 1. Januar 1919 durch die Erhebung zur selbstständigen Pfarrei.

## Baugeschichte
Die von 1859 bis 1860 erbaute erste Kirche von Rollesbroich wurde durch den Steckenborner Bauunternehmer Matthias Strauch erbaut. Die Pläne zeichnete der Monschauer Kreisbaumeister Carl de Berghes. Er entwarf eine Saalkirche in Formen der Neugotik. Die Weihe fand am 13. Dezember 1865 statt und 1919 wurde das Bauwerk zur Pfarrkirche erhoben.
In der zweiten Hälfte des Jahres 1944 wurde der Glockenturm durch deutsche Soldaten gesprengt und dadurch auch der Rest der Pfarrkirche vollständig zerstört.
Bereits 1946 legte Hans Schmieders aus Kalterherberg einen ersten Entwurf für einen Neubau vor, der jedoch nicht verwirklicht wurde. Der Entwurf der beiden Architekten Friedrich Wilhelm Bertram und Elmar Lang wurde schließlich zwischen 1952 und 1954 verwirklicht. Im Juli 1954 konnte der erste Gottesdienst in der neuen Kirche gehalten werden.

## Baubeschreibung
St. Mariä Empfängnis ist eine einschiffige Saalkirche aus Bruchstein mit einem halbrunden Chorschluss im Osten und einem vorgebauten Glockenturm im Westen in modernen Formen. Rund um das Kirchenschiff verläuft ein durchgehendes Lichtband und unter dem Altarraum befindet sich eine Krypta. Den Gläubigen stehen 180 Sitzplätze zur Verfügung.

## Ausstattung
Die Ausstattung des Innenraums ist modern. Der Altar ist eine Arbeit des Architekten Elmar Lang und wurde 1950 aus Blaustein angefertigt. Die Orgel ist ein Werk der Aachener Orgelbauanstalt Karl Bach aus dem Jahr 1956. Das Instrument besitzt 15 Register und eine elektrische Traktur. Die Buntglasfenster sind Arbeiten von Johannes Beeck aus Hinsbeck aus dem Jahr 1953.

## Glocken
| Nr. | Name | Durchmesser (mm) | Masse (kg, ca.) | Schlagton (HT-1/16) | Gießer                      | Gussjahr |
| 1   | –    | –                | –               | e1                  | Albert Junker, Brilon       | 1954     |
| 2   | –    | –                | –               | gis1                | A. Rodenkirchen, Köln-Deutz | 1873     |
| 3   | –    | –                | –               | h1                  | Albert Junker, Brilon       | 1954     |
| 4   | –    | –                | –               | cis2                | Albert Junker, Brilon       | 1954     |

## Rektoren und Pfarrer
Folgende Pfarrer wirkten bislang an St. Mariä Empfängnis als Seelsorger (bis zur Pfarrerhebung 1919 trugen die Seelsorger den Titel Rektor und unterstanden dem Pfarrer von Simmerath):
| von – bis | Name                                    |
| --------- | --------------------------------------- |
| 1904–1908 | Friedrich Bartholome (Rektor)           |
| 1908–1945 | Franz Xaver Schäfer (seit 1919 Pfarrer) |
| 1946–1962 | Otto Josef Voß                          |
| 1962–1964 | Gustav Sittard                          |
| 1964–1969 | Wilhelm Bienbeck                        |
| 1969–1982 | Josef Zitzen                            |
| 1982–1985 | Cornelis Schouten                       |
| 1985–1986 | Hermann van Gorp                        |
| 1986–2002 | Karl-Heinz Graff                        |
| 2002–2010 | Hermann van Gorp?                       |
| Seit 2010 | Michael Stoffels                        |